# Nils Seethaler
Nils Seethaler (West-Berlijn, 18 augustus 1981) is een Duitse cultureel antropoloog, verzamelaar en curator. 

## Leven en werk
Nils Seethaler werd geboren in Berlin-Lichterfelde en bracht zijn jeugd door in Berlijn, Rocky Point (Australië), Banyuls-sur-Mer (Frankrijk) en in Morschen (Duitsland). Hij leidt het archief van de Berlijnse Vereniging voor Antropologie, Volkenkunde en Prehistorie op het Berlijnse Museumeiland. Hij doet met name onderzoek naar historische collecties etnologische voorwerpen en menselijke resten uit de koloniale periode en het nazi-tijdperk. Sommige van zijn herkomstonderzoeken trokken internationale aandacht. Seethaler was betrokken bij talloze cultuurhistorische en natuurhistorische tentoonstellingen. Hij was curator bij de (her)oprichting van de volkenkundige musea van Wittenberg en Rostock. Delen van zijn etnologische privécollecties werden overgedragen aan openbare musea.